# Lake Disappointment

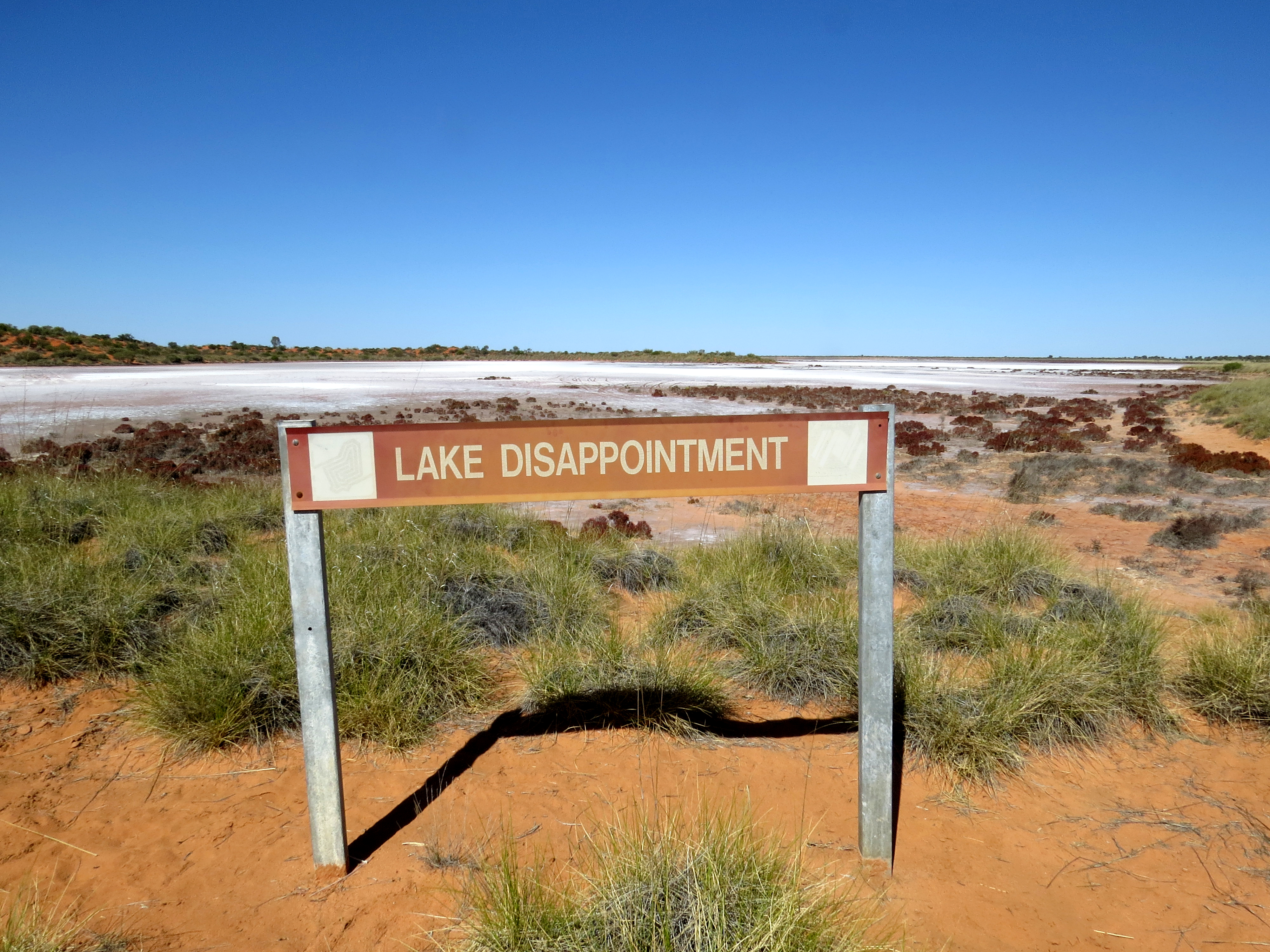
Lake Disappointment (2015)

Der Lake Disappointment (deutsch: „See der Enttäuschung“) oder Kumpupirntily in der Sprache der Ureinwohner ist ein großer Salzsee in Australien. Er liegt im Westen der Gibsonwüste 650 Kilometer südlich von Derby auf dem traditionellen Land des Stammes der Martu Aborigines, denen 2002 ein Native Title (Landnutzungsrecht) auf dieses Gebiet zugesprochen wurde.
Er kann auf der Canning Stock Route oder dem Talawana Track erreicht werden.

## Beschreibung
Der Salzsee, der vor 2500 Jahren in einer Bodenabsenkung entstand, wird vom nur zeitweise wasserführenden Rudall River gespeist und hat keinen Abfluss. Er bedeckt eine Fläche von 330 Quadratkilometern und ist 160 Kilometer lang. Er wird im Norden vom Rudall-River-Nationalpark und von der Hamersley Range im Westen begrenzt. Der See ist von Dünen umgeben und bildet den Lebensraum zahlreicher Wasservögel, im See leben auch einige Fischarten.
Entdeckt wurde der Salzsee von Frank Hann im Jahre 1897, als er in das östliche Gebiet von Pilbara kam. Er folgte den trockenen Flusstälern, die ins Inland führten, und hoffte einen Süßwasser-See zu finden. Zu seiner Enttäuschung stieß er schließlich jedoch auf einen Salzsee und benannte ihn nach seinem persönlichen Erlebnis in englischer Sprache Lake Disappointment.
Der Lake Disappointment ist eine bedeutende kulturelle Stätte der Martu, in ihrer traditionellen Vorstellungswelt ist er die Heimat der Ngayurnangalku genannten Kannibalen, menschenähnliche Wesen mit großen Eckzähnen und langen gebogenen Krallen, die unter der Oberfläche des Sees in ihrer eigenen Welt leben. Der See wurde daher von den Ureinwohnern gemieden, um nicht in die Gewalt der Ngayurnangalku zu geraten.

## Wirtschaftliche Nutzung
Zu Beginn der 2000er Jahre wurden größere Vorkommen von Kalisalzen im Lake Disappointment bekannt und das Bergbauunternehmen Reward Minerals bemühte sich um die Explorations- und Abbaulizenzen zur Gewinnung von Kaliumsulfat (K2SO4), welches einen Hauptbestandteil von Düngemitteln darstellt. Nach längeren Verhandlungen mit den Martu wurde Ende 2006 die Genehmigung zur Erkundung erteilt, die im Frühjahr 2007 stattfand und ein Abbaupotential von 24,4 Millionen Tonnen K2SO4 im Wert von 15 Milliarden Dollar (Stand Juni 2012) ermittelte. Die Verhandlungen mit den Martu über die Abbaurechte scheiterten jedoch im Mai 2009 zunächst und führten erst im zweiten Anlauf Ende 2011 zu einer Einigung. Im Dezember 2013 gab der zuständige Minister for Indigenous Affairs grünes Licht für den Beginn der Arbeiten. Anfang 2014 begannen die Erschließungsmaßnahmen zur Aufnahme der Abbautätigkeit.
Kritiker der Einigung wiesen auf zahlreiche Ungereimtheiten sowie wirtschaftliche Interessenkonflikte der Beteiligten während der Vertragsverhandlungen hin; sie warfen im Besonderen der Western Desert corporation, die die Martu vertritt, vor, nicht zum Vorteil der Martu, sondern vor allem im eigenen wirtschaftlichen Interesse gehandelt zu haben und forderten ein Eingreifen der zuständigen Bundesaufsichtsbehörde.